# Louise Fletcher

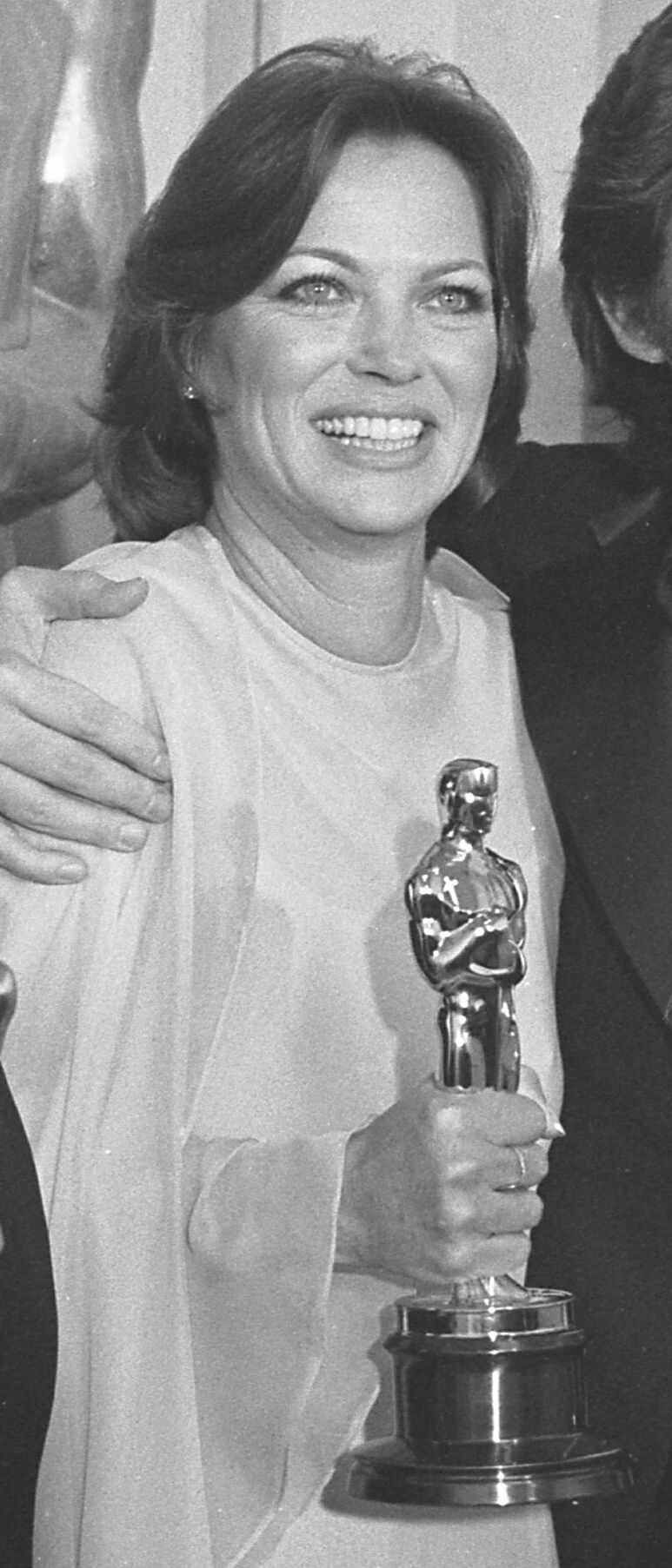
Louise Fletcher met haar Oscar voor Beste Actrice bij de 48e Academy Awards op 30 maart 1976

Estelle Louise Fletcher (Birmingham (Alabama), 22 juli 1934 – Montdurausse, 23 september 2022) was een Amerikaanse actrice. Zij won een Oscar voor beste actrice in de film One Flew Over the Cuckoo's Nest uit 1975.

## Biografie
Louise Fletcher begon eind jaren 50 met verschillende gastrollen in televisieseries. Ze speelde in een groot aantal films in haar acteercarrière.
Fletcher trouwde in 1960 met de producer Jerry Bick en kreeg met hem twee zonen. Ze stopte tijdelijk met acteren om zich op haar gezin te richten en maakte haar comeback in de film Thieves like us uit 1974. Na haar scheiding in 1978 had zij een relatie met James Mason.
In One Flew Over the Cuckoo's Nest (1975) was zij 'nurse Ratched', als tegenspeelster van Jack Nicholson. Voor deze rol kreeg zij een Oscar als beste actrice. Bij het ontvangst van het beeldje op het podium bedankte ze haar ouders, die beiden doof waren, in gebarentaal.
In de jaren 90 te was Fletcher geregeld te zien in de serie Star Trek: Deep Space Nine als religieus leider Kai Winn Adami van de planeet Bajor. In 1996 en 2004 werd ze genomineerd voor een Emmy Award voor haar gastrollen in respectievelijk Picket fences en Joan of Arcadia.
Op 23 september 2022 overleed Fletcher op 88-jarige leeftijd in haar huis in het Franse Montdurausse.

## Filmografie

### Televisie
*Exclusief eenmalige gastrollen
- Shameless (2011-2012)
- Private Practice (2010-2011)
- Heroes (2009)
- ER (2005)
- Profiler (1998)
- VR.5 (1995-1997)
- Picket Fences (1996)
- Star Trek: Deep Space Nine (1993-1999)
- The Fire Next Time (1993, miniserie)
- In a Child's Name (1991, miniserie)
- Perry Mason (1960)
- Wagon Train (1959-1960)

### Films
- Manna From Heaven (2003)
- Big Eden (2000)
- A Map of the World (1999)
- Cruel Intentions (1999)
- The Devil's Arithmetic (1999)
- Breast Men (1997)
- Edie & Pen (1997)
- 2 Days in the Valley (1996)
- High School High (1996)
- Mulholland Falls (1996) (onvermeld)
- Virtuosity (1995)
- The Haunting of Seacliff Inn (1994)
- The Player (1992) (als zichzelf)
- Blue Steel (1990)
- Nightmare on the 13th Floor (1990)
- Shadowzone (1990)
- Best of the Best (1989)
- The Karen Carpenter Story (1989)
- Two Moon Junction (1988)
- Flowers in the Attic (1987)
- Invaders from Mars (1986)
- Nobody's Fool (1986)
- The Boy Who Could Fly (1986)
- Firestarter (1984)
- Brainstorm (1983)
- Strange Invaders (1983)
- The Lady in Red (1983)
- The Cheap Detective (1978)
- Exorcist II: The Heretic (1977)
- One Flew Over the Cuckoo's Nest (1975)
- Russian Roulette (1975)
- Thieves Like Us (1974)
- Can Ellen Be Saved? (1974), televisiefilm
- A Gathering of Eagles (1963)

- Bibsys: 99000041
- Biblioteca Nacional de España: XX1288350
- Bibliothèque nationale de France: cb13941297z (data)
- Gemeinsame Normdatei: 124116469
- International Standard Name Identifier: 0000 0001 1476 7307
- Library of Congress Control Number: n85007900
- Nationale Bibliotheek van Tsjechië: xx0078342
- Nationale Bibliotheek van Israël: 987007422659205171
- Nationale Bibliotheek van Polen: a0000001274786
- Nederlandse Thesaurus van Auteursnamen: 074046683
- Système universitaire de documentation: 051628120
- Virtual International Authority File: 85815638
- WorldCat: E39PBJjXg6pX9gmKw6cd8Kkbh3